# Des Moines Menace
El Des Moines Menace es un equipo de fútbol de los Estados Unidos que juega en la USL League Two, la cuarta liga de fútbol más importante del país.

## Historia
Fue fundado en el año 1994 en la ciudad de Des Moines, Iowa como un equipo de la desaparecida United States Interregional Soccer League (USISL), aunque esa temporada terminaron con 5 victorias y 13 derrotas.
Entre 1995 y 1998 jugaron en la cuarta división de los Estados Unidos, llegando a las semifinales de conferencia en dos de esos años, y para 1999 pasaron a la USL Premier Development League, obteniendo su primer título divisional en el año 2002 y clasificando por primera vez a la US Open Cup.
En el año 2005 consiguen ganar su primer título de liga tras derrotar en la final a El Paso Patriots 6-5 en penales luego de quedar 0-0 en el periodo regular.

## Palmarés
- USL Premier Development League: 1

2005
- USL PDL Central Conference: 1

2005
- USL PDL Regular Season: 1

2002
- USL PDL Heartland División: 3

2002, 2009, 2014
- USL PDL Organización del Año: 1

2009

## Estadios
- Dowling Catholic High School Field; West Des Moines, Iowa (1994)
- Cara McGrane Memorial Stadium; Des Moines, Iowa (1995–2004)
- Waukee Stadium; Waukee, Iowa (2005–2007)
- Valley Stadium; West Des Moines, Iowa (2008–)

## Entrenadores
- Blair Reid (1994)
- Blair Reid y  Doug Mello (1995)
- Blair Reid (1996–1997)
- Al Driscoll (1998–2000)
- Laurie Calloway (2001–2002)
- Greg Petersen (2003)
- Marc Grune (2004)
- Casey Mann (2005–2009)
- Laurie Calloway (2010–2012)
- Mike Jeffries (2013–)[1]

## Jugadores

### Jugadores destacados
| - Besmir Bega - Matt Bobo - Tomas Boltnar - Chad Crandell - Danny Cruz - Edwin Disang - Tighe Dombrowski - Zeke Dombrowski - Edson Edward - Joe Germanese - Neathan Gibson | - Andy Gruenebaum - Ezra Hendrickson - Christoper Jans - Joseph Kabwe - Michael Kraus - Leonard Krupnik - Barry Lavety - Mickey Lewis - Eddie Mukahanana - Lamar Neagle - Matt Nickell | - Dan O'Brien - Nicki Paterson - Cody Reinberg - Stu Riddle - Joe Salem - Kevin Souter - Josh Wicks - Chase Wileman - Emmanuel Adewole |